# 13564 Kodomomiraikan
13564 Kodomomiraikan este un asteroid din centura principală de asteroizi.

## Descriere
13564 Kodomomiraikan este un asteroid din centura principală de asteroizi. A fost descoperit pe 19 octombrie 1992 la Kitami de Masayuki Yanai și Kazuro Watanabe. Asteroidul prezintă o orbită caracterizată de o semiaxă mare de 2,24 ua, o excentricitate de 0,16 și o înclinație de 3,6° în raport cu ecliptica.